# Liste der Baudenkmäler in Bergede
Die Liste der Baudenkmäler in Bergede enthält die denkmalgeschützten Bauwerke auf dem Gebiet von Soest-Bergede in Nordrhein-Westfalen (Stand: 1. November 2019). Diese Baudenkmäler sind in der Denkmalliste der Stadt Soest eingetragen; Grundlage für die Aufnahme ist das Denkmalschutzgesetz Nordrhein-Westfalen (DSchG NRW).

| Bild | Bezeichnung | Lage                                    | Beschreibung | Bauzeit   | Eingetragen seit | Denkmal- nummer |
| ---- | ----------- | --------------------------------------- | ------------ | --------- | ---------------- | --------------- |
| BW   | Wohnhaus    | Bergede Trellenweg (Trellenhof) 3 Karte |              | bez. 1858 | 28.07.1986       | 360             |

Die Angaben zu Bauzeit und Eintragung in dieser Liste entstammen, wenn nicht anders angegeben, der für diesen Eintrag angeforderten Version der Denkmalliste vom November 2019.